# Jože Mencinger
Jože Mencinger (5. březen 1941, Jesenice – 26. srpna 2022) byl slovinský právník, ekonom, politik a pedagog.

## Životopis
Mencinger byl ministr hospodářství a místopředseda vlády v roce 1991 a čtyřicátý rektor Univerzity v Lublani (1998 až 2005). V roce 2001 obdržel zlatý Čestný řád svobody. Od roku 2002 byl členem Státní rady Republiky Slovinsko.